# Eburia bonairensis
Eburia bonairensis es una especie de coleóptero crisomeloideo de la familia Cerambycidae. 

## Distribución
Es originaria de Surinam.